# Desconfinamento
Na física, desconfinamento (em contraste com confinamento) é uma fase da matéria na qual certas partículas passam a existir como excitações livres, ao invés de apenas em estados ligados.

## Exemplos
Existem diversos exemplos na física de partículas onde certas teorias de gauge exibem transições entre fases de confinamento e de desconfinamento.
Um exemplo proeminente, e o primeiro caso considerado como tal em física teórica, ocorre a altas energias em cromodinâmica quântica, quando quarks e glúons estão livres para se  mover por distâncias maiores que um fentômetro (o tamanho de um hádron). Essa fase também é chamada de plasma de quarks e glúons.
Essas ideias vêm sendo adotadas em problemas de muitos corpos com um exemplo ilustre desenvolvido no contexto do efeito Hall quântico fracionário.